# بريانجالي جاين
بريانجالي جاين (من مواليد 8 أكتوبر 1991l) لاعبة كريكيت هندية المولد  تلعب مع منتخب الإمارات العربية المتحدة للكريكيت للسيدات. ظهرت لأول مرة توينتي دولية ضد فريق الكريكيت الوطني الماليزي للسيدات في  نوفمبر 2021م.
في أكتوبر 2022م تم اختيارها ضمن تشكيلة منتخب الإمارات لكأس آسيا لبطولة التوينتي للسيدات .

## روابط خارجية
- بريانجالي جاين على موقع ESPNcricinfo